# Amitus arcturus
Amitus arcturus är en stekelart som beskrevs av Whittaker 1930. Amitus arcturus ingår i släktet Amitus och familjen gallmyggesteklar. Inga underarter finns listade i Catalogue of Life.